# 예산초등학교
예산초등학교는 대한민국 충청남도 예산군 예산읍 예산리에 있는 공립 초등학교이다.

## 학교 연혁
| 1912년 | 5월 10일  | 예산공립보통학교 개교(설립인가 3월 8일)      |
| 1923년 | 3월 1일   | 현 교사에 신축 이전                          |
| 1938년 | 4월 1일   | 예산본정공립심상소학교로 개칭                |
| 1941년 | 4월 1일   | 예산본정공립국민학교로 개칭                  |
| 1942년 | 9월 10일  | 강당 신축 준공                               |
| 1945년 | 9월 22일  | 예산공립국민학교로 개칭                      |
| 1950년 | 6월 1일   | 예산국민학교로 개칭                          |
| 1984년 | 3월 21일  | 병설유치원 개원                              |
| 1996년 | 3월 1일   | 예산초등학교로 개칭                          |
| 1996년 | 3월 1일   | 학교 급식 실시                               |
| 1999년 | 9월 1일   | 대률초등학교 통합                            |
| 2000년 | 12월 10일 | 예지관(관악, 예절, 가야금, 컴퓨터, 현악)완공 |
| 2004년 | 2월 29일  | 병설유치원 폐원                              |
| 2018년 | 2월 13일  | 제103회 졸업(20,466명)                       |
| 2018년 | 3월 1일   | 21학급 편성(특수학급 1학급)                  |

## 학교 동문
50동기들

## 참고 자료
- 예산초등학교 - 한국교육학술정보원 학교알리미